# Šutna (gmina Kranj)
Šutna – wieś w Słowenii, w gminie miejskiej Kranj. W 2018 roku liczyła 478 mieszkańców. 